# Шведска крона
Вижте пояснителната страница за други значения на крона.
Шведската крона (на шведски: svensk krona) е валутата и официалното разплащателно средство в Швеция. Заедно с норвежката крона и швейцарския франк тя е сред най-стабилните валути в Европа.
Въпреки че страната е член на Европейския съюз от 1995 г., голяма част от населението на проведения референдум гласува против въвеждането на еврото за национална валута.
Шведската крона е деветата най-търгувана валута в света през април 2016 година.

## История
Шведската крона е въведена в обращение през 1873 г. в резултат на формирането на Скандинавския валутен съюз, който съществува до Първата световна война. Новата валута заменя риксдалера, който е в обращение допреди замяната. Скандинавските страни стават членове на съюза с името на валутата крона в Швеция и крона в Дания и Норвегия, което означава „корона“ на скандинавските езици. След разпадането на тази асоциация и трите държави решават да запазят името, но за собствените си валути. По традиция лицевата страна на монета на една корона изобразява портрет на монарха на Швеция, а на обратната страна – един от гербовете на Швеция или корона. На монетата присъства и мотото на краля.
През октомври 1982 г. се случва „Големият взрив“, когато Швеция обезценя своята валута с 16%. Причината за това е международният икономически спад от 70-те години, икономическото изоставане от много други страни и желанието на Швеция да навакса. Терминът „Голям взрив“ е взет от астрономията. Това име е трябвало да означава ново начало за цялата шведска икономика.

## Банкноти и монети
На 31 декември 1987 г. са изтеглени от обращение банкноти, издадени в периода 1874 – 1954 г. Обменът за нови продължава до 31 август 1995 г. На 1 януари 1992 г. са изтеглени от обращение банкноти от 10 000 крони от 1958 г. Обменът продължава до 31 декември 2000 г. В периода от 1999 до 2014 г. са изтеглени от обращение, както монети от 5, 10, 50, 100, 500 и 1000 крони, така и банкноти от 20, 50, 100, 500 и 1000 крони.
Към октомври 2015 г. в обращение са банкноти от 20, 50, 100, 500 и 1000 крони, а от монетите в обращение са 1, 2, 5 и 10 крони.
От 1 октомври 2016 г. бяха пуснати в обращение монети от нов тип от 1, 2 и 5 крони. На 30 юни 2016 г. старите банкноти от 20, 50 и 1000 крони стават невалидни, а от 30 юни 2017 г. старите банкноти от 100 и 500 крони и остарелите монети (издадени преди 2016 г.) от 1, 2 и 5 крони стават също невалидни.
По този начин от октомври 2017 г. са иззети всички банкноти и монети от стар стил (без да се броят монетите от 10 крони). През 2002 г. шведският монетен двор е придобит от Финландския монетен двор. Поради нерентабилност през 2011 г. шведският монетен двор е затворен.